# Biliaivka (huyện)
Huyện Biliaivka (tiếng Ukraina: Біляївський район, chuyển tự: Biliaivkas’kyi raion) là một huyện của tỉnh Odessa thuộc Ukraina. Huyện Biliaivka có diện tích 1497 kilômét vuông, dân số theo điều tra dân số ngày 5 tháng 12 năm 2001 là 103988 người với mật độ 69 người/km2. Trung tâm huyện nằm ở Biliaivka.